# Halott katonák beszélgetnek
| Jeff Wall: Dead Troops Talk (1992)        | Jeff Wall: Dead Troops Talk (1992)        |
| Kattints az alábbi külső linkek egyikére! | Kattints az alábbi külső linkek egyikére! |
| ----------------------------------------- | ----------------------------------------- |
| Nem található szabad kép.(?)              |                                           |
| külső link · jogvédett                    | Christie's                                |

A Halott katonák beszélgetnek (Dead Troops Talk) Jeff Wall kanadai fotóművész híressé vált háborúellenes felvétele, melyet a Szovjetunió afganisztáni háborúja hatására készített.

## A felvétel
A kép teljes címe: Halott katonák beszélgetnek (Látomás a Vörös Hadsereg egyik járőrének lerohanása után, 1986 telén, Mokor mellett), eredeti címe: Dead Troops Talk (A vision after an ambush of a Red Army patrol, near Moqor, Afghanistan, winter 1986). Bár a kép alcíme arra enged következtetni, hogy a felvétel valódi háborús helyzetet ábrázol, a Halott katonák beszélgetnek megrendezett fotó. Nem az afgán-háborúban készült, sőt nem is egy megtörtént harci helyzetet idéz fel. Az egész csupán vízió. Még akkor is ha a felvétel nagyon valóságosnak tűnik. Sebesült, vérező katonák egy kopár domboldalon. A háború megannyi borzalma egy képbe sűrítve. Azonban ha jobban megnézzük a felvételt feltűnik, hogy a sebesült és haldokló katonák arcán nem fájdalom, kétségbeesés és kín látható, hanem jókedv: beszélgetnek, nevetgélnek, mintha az a sok borzalom, amit átéltek meg sem történt volna.
Wall célja a felvétel elkészítésével az volt, hogy úgy mutassa be a háború borzalmát és értelmetlenségét, ahogy a 19. századi történelmi festmények és képábrázolások: látványosan, ugyanakkor megdöbbentően valóságosan. „Az afgán-háború idején kezdtem el gondolkodni a témán, valamikor a nyolcvanas években, nem emlékszem pontosan, hogy mikor. Amikor a háború véget ért, a szovjetek visszavonultak és minden feledésbe merült. A Szovjetunió összeomlása beárnyékolta az afgán-konfliktust és Afganisztánra már nem figyelt a világ, egészen a tálibokig és 2001-ig.” – emlékezett vissza Wall egy interjúban.
„A tudat, hogy a háború feledésbe merült érdekelt engem, és jó kiinduló alapul szolgált egy fénykép elkészítéséhez. Tetszett, hogy amikor a kép készült (valamikor 1991-ben, vagy '92-ben), az afgán-háború állt a legtávolabb a hírektől. Így szabadon játszhattam az újságírás és a történelem elemeivel...” – mondta Wall. A Dead Troops Talk-ot 1992-ben több felvételből állította össze. Wall egy stúdióban rendezte be, keltette életre azt a domboldalt, ahol a felvételek készültek. A sebesült katonák megformálására színészeket kért fel. A egyes képrészleteket később Wall digitálisan illesztett össze, majd módosította, hogy a hatás minél életszerűbb legyen. Az elkészült cibakróm nyomatot mintegy 2 x 4 méteres méretben hívta elő. A fotót egy átlátszó műanyag lemezre helyezte, melyet filmnéző dobozra rögzített.
A Dead Troops Talk egyike a világ legdrágább fényképeinek: 2012-ben a Christie's árverésén új tulajdonosa több mint 3,6 millió dollárért vásárolta meg.